# Eilema catalei
Eilema catalei är en fjärilsart som beskrevs av De Toulgoët 1953. Eilema catalei ingår i släktet Eilema och familjen björnspinnare. Inga underarter finns listade i Catalogue of Life.